# ورزشگاه شهدای نوشهر
ورزشگاه شهدا نوشهر ورزشگاهی چند منظوره در شهر نوشهر در کشور ایران است. باشگاه فوتبال شموشک نوشهر بازی‌های خانگی خود را در این ورزشگاه انجام می‌داد. این ورزشگاه که در مرکز شهر نوشهر واقع شده است.

## بازسازی
در سال‌های گذشته با تخریب سکوها در بخش‌های غربی و جنوبی و بازسازی سکوهای بخش شمالی، ساختمان رختکن و اتاق داوران و … هم بهسازی و بازسازی شد. این ورزشگاه هم‌اکنون و با سکوهایی که نصب شد ۴ هزار نفری است و ۱۵ میلیارد تومان برای بازسازی آن هزینه شد.